# Diplazium repens
Diplazium repens là một loài dương xỉ trong họ Athyriaceae. Loài này được Raddi mô tả khoa học đầu tiên năm 1819.
Danh pháp khoa học của loài này chưa được làm sáng tỏ. 